# Волога серветка

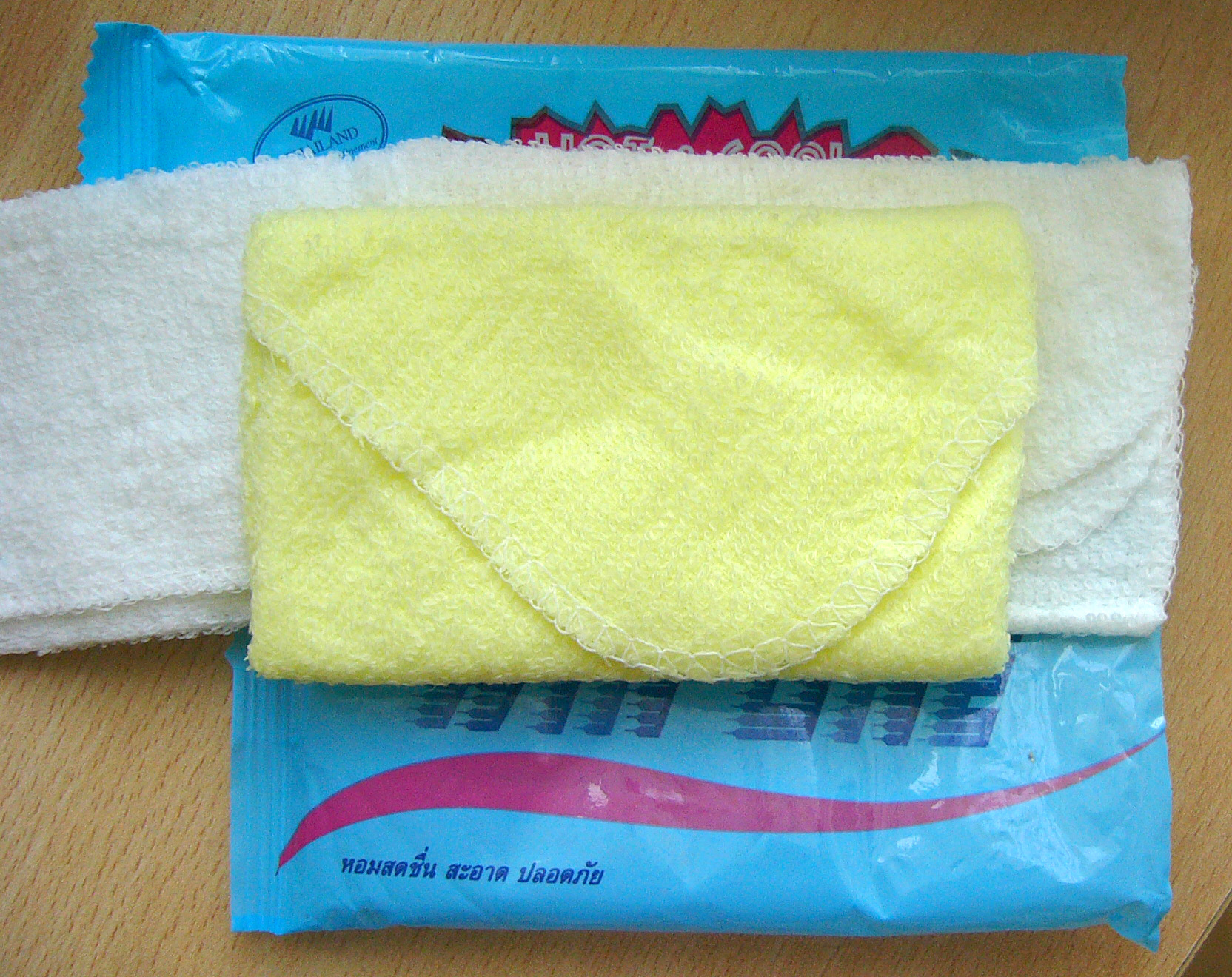
Волога серветка

Волога серветка — гігієнічна серветка різного побутового і промислового призначення. В косметиці може бути замінником лосьйону та косметичного молочка.

## Екологія
У склад серветок містяться волокна пластику, тож він не розкладається за лічені дні, як звичайний папір. Люди часто змивають серветки у каналізацію, чого робити вкрай не рекомендовано, це може викликати великі утворення (так звані жирберги) з відходів, жирів і сміття у трубах. Зокрема, у травні 2018-го у Британії було виявлено таке скопичення у каналізації, яке важило як 10 двоповерхових автобусів.
Щоб зменшити подібний вплив на стан довкілля, влада Британії вимагає від виробників вологих серветок або створити такі, що розкладатимуться самостійно і швидко, або влада країни повністю заборонить їхній продаж на території держави Проте «безпечні для каналізації» (англ. septic-safe) або «для змивання» (англ. flushable) серветки також призводять до частішого забиття труб, оскільки розкладаються зазвичай повільніше за папір..
Для гігієнічного догляду за немовлятами широко використовуються багаторазові вологі серветки із тканини. Вони товщі, ніж одноразові, легко перуться у автоматичних пральних машинах, є можливість повного контролю речовини, якою вони змочені. Зокрема можна використати будь-який розчин з водою, кокосовою олією, навіть антисептичними засобами. Витирання забруднень тканиною є швидким, ефективним і м'яким на дотик для дитини.

## Види серветок
- для зняття макіяжу,
- універсальні,
- захисні,
- зволожуючі,
- дезодоруючі,
- парфумерні,
- для зняття лаку,
- дитячі,
- гігієнічні,
- для інтимної гігієни,
- освіжаючі,
- при нежиті,
- для тварин,
- для автолюбителів.

## Речовини, які можуть входити до складу вологи
На 90 % вона складається з водного або спиртоводного лосьйону або емульсії. Також в ній є: поверхнево-активні речовини, емоленти, віддушки, консерванти, біологічно активні речовини, іноді (для дитячих і гігієнічних серветок) — рослинні олії та екстракти, гліцерин, D-пантенол.
- ПЕГ-40 — по суті, це касторова олія, оброблена спеціальним хімічним способом (гідрогенізована). Її найчастіше додають в серветки для рук, для зняття макіяжу, щоб на шкірі створювалася захисна плівка, що запобігає появі сухості.
- Ця речовина небезпечно для травмованої і пошкодженої шкіри, так як є токсичною. Крім того, може викликати алергію.
- Монопропіленгліколь — органічний розчинник, який використовують найчастіше в хімічній і парфюмерно-косметичній промисловості. У побутовій хімії він служить розчинником, а в серветках попросту «з'їдає» бруд. Крім того, ця речовина притягує і «пов'язує» воду. У людини цей компонент може викликати алергічні реакції і подразнення, утворення вугрів, а при накопиченні в організмі у великій дозі, він впливає на роботу печінки і нирок, викликає нервові розлади.
- Парабени — нафтопродукти, які вживаються як консерванти в косметиці. Вони не подразнюють шкіру, коштують дешево, не мають смаку і запаху і не дозволяють продуктам зіпсуватися. Парабени, накопичуючись в організмі, порушують гормональний фон і збільшують ризик виникнення раку молочної залози.
- Поверхнево-активні речовини додають в основному в побутові серветки (для машин, меблів, моніторів, кімнатних рослин тощо) для кращого видалення бруду з поверхні, яку потрібно очистити. Серветки для усунення сильних забруднень (наприклад, автомобільні) містять аніонні, найагресивніші з поверхнево-активних речовин.